# Mola de Planícia
La mola de Planícia o Planici és una muntanya de Mallorca que té una altura màxima de 933 m. Pertany al municipi de Banyalbufar. Rep el nom de la possessió de Planícia, situada a ponent del cim.
Està formada per tres cims: el puig de la Mola (933 m), els Puntals (887 m) i el moletó de la Granja (606 m) i la seva carena serveix de frontera entre els municipis d'Esporles, Puigpunyent i Banyalbufar.